# Luis Casabianca
Carlos Luis Casabianca (Asunción, 3 de mayo de 1927 - Asunción, 25 de octubre de 2015) fue un destacado militante del Partido Comunista Paraguayo (PCP), abogado, periodista. Integró el Comité Central del PCP, también fue director del periódico Adelante!, miembro de la Comisión de Verdad y Justicia del Paraguay, miembro del Movimiento Nacional de Víctimas de la Dictadura y de la Mesa Nacional por los Derechos Humanos.

## Reseña biográfica
Cursó el bachillerato en el Colegio Nacional de la Capital y se recibió de Abogado en la Facultad de Derecho de la Universidad Nacional de Asunción, en 1954. Fue delegado estudiantil en varios períodos tanto en el Centro Estudiantil “23 de Octubre” como en Derecho. Por este motivo fue perseguido desde muy joven, preso y torturado en repetidas oportunidades.
Desde muy joven Casabianca fue miembro del Partido Revolucionario Febrerista, como toda su familia. En su vida universitaria se integró a la corriente interna marxista “Bloque de Izquierda Liberación”, que actuaba en alianza con los comunistas en la lucha por las reivindicaciones populares, por la paz y el socialismo, contra la tiranía tanto del General Morínigo como del General Stroessner. 
En 1955 varios integrantes del bloque, incluido él mismo, además de Miguel Ángel Soler, junto con sus hermanas Carmen, Dalila y Yolanda, ingresan definitivamente a las filas del Partido Comunista Paraguayo.
Posteriormente Casabianca se enamora de la poeta Carmen Soler, con quien se unió en 1957, ambos en el destierro en Buenos Aires. Y desde ese tiempo combatieron juntos durante 30 años. Exiliados en Argentina, Chile, Uruguay, la Unión Soviética, Cuba y Suecia durante el periodo del Operativo Cóndor, militando en cada uno de estos países contra las tiranías y el imperialismo.
En 1959, en una de sus entradas clandestinas al Paraguay, junto con sus camaradas el matemático Alex Barrett, el teniente de Navío Federico Tatter, el estudiante de Medicina Joel Filártiga, Casabianca y Carmen integran un núcleo comandado por Wilfrido Álvarez Jara, que trabaja en la estructuración del comando central del Frente Unido de Liberación Nacional (FULNA).
La mayor parte del tiempo que vivieron fuera del Paraguay estuvieron en la Argentina, militando en la Liga por los Derechos del Hombre y en la Regional del Partido Comunista Paraguayo, en solidaridad con nuestro pueblo en lucha y por la libertad de los presos. 
Durante esas tres décadas, Luis y Carmen, entran y salen del país clandestinamente, hasta el fallecimiento de la poeta en 1985. El camarada Luis ocupó diversos puestos de lucha: miembro del Comité Central del Partido Comunista Paraguayo, Director de "Adelante!" durante años, miembro de la Comisión de Verdad y Justicia del Paraguay, y finalmente Presidente del Partido Comunista Paraguayo hasta su muerte. 
En reiteradas ocasiones Casabianca fue preso y torturado salvajemente, sufriendo a la vez la muerte y desaparición de camaradas y compañeros de lucha. Después de la caída del tirano Stroessner, Luis se radicó definitivamente en Paraguay y se unió en segundo matrimonio con Cristina Machaín. A la par de su militancia revolucionaria, el camarada ejerció como abogado, trabajó como periodista, corrector y vendedor de libros en Chile de la histórica Editora Quimantú, obrero de la construcción, docente en la Universidad de Estocolmo, intelectual y escritor, acumulando numerosas hazañas audaces.
Publicó Enfoques Polémicos (2005) y Clandestino y bajo Agua, crónicas del pueblo insurrecto (2012), además de numerosos artículos políticos para medios nacionales e internacionales, además de dirigir durante años Adelante!, el órgano central de prensa del PCP.
Falleció el 25 de octubre del 2015, en Asunción, rodeado de sus camaradas y familiares.